# Fasadutsmyckning, Smedjegatan i Västerås

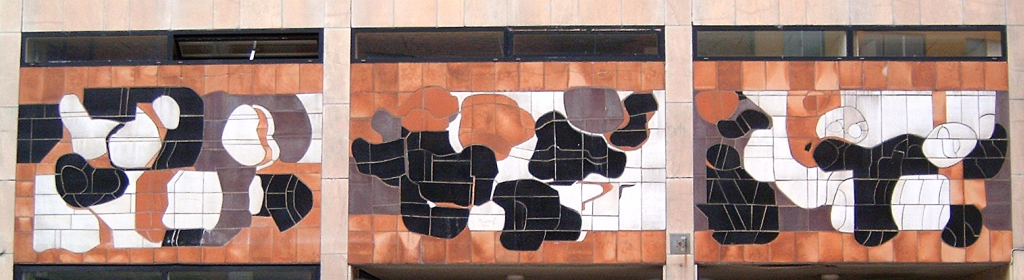
Fasadutsmyckning (1960) av Per Lindecrantz.

Fasadutsmyckning är ett konstverk från 1960 av Per Lindekrantz (1913−1994).
Fasadutsmyckning är en fasadutsmyckning i Västerås i hårdbränd lera, nära korsningen Kopparbergsvägen och Smedjegatan, på Smedjegatan. Verket beställdes av föreningen Folkets Hus och Parker och finansierades med bidrag från Västerås stad.